# European Legions
European Legions – album kompilacyjny norweskiej grupy black metalowej Mayhem. Piosenki od 1-7 są nagraniami z koncertów, zaś od numeru 8 do 12 są reprodukcją kawałków z sesji do Grand Declaration of War.

## Lista utworów
| Nr  | Tytuł utworu                          | Długość |
| --- | ------------------------------------- | ------- |
| 1.  | „Silvester Anfang / Fall of Seraphs”  | 5:58    |
| 2.  | „Carnage”                             | 3:47    |
| 3.  | „View from Nihil”                     | 2:51    |
| 4.  | „To Daimonion”                        | 2:48    |
| 5.  | „Freezing Moon”                       | 6:13    |
| 6.  | „Chainsaw Gutsfuck”                   | 5:13    |
| 7.  | „Pure Fucking Armageddon”             | 1:21    |
| 8.  | „To Daimonion”                        | 3:13    |
| 9.  | „View from Nihil”                     | 2:56    |
| 10. | „In the Lies Where Upon You Lay”      | 5:54    |
| 11. | „Crystallized Pain in Deconstruction” | 3:58    |
| 12. | „Completion in Science of Agony”      | 2:09    |
|     |                                       | 46:21   |

## Twórcy
- Maniac (Sven Erik Kristiansen) – śpiew
- Blasphemer (Rune Eriksen) – gitara elektryczna
- Necrobutcher (Jørn Stubberud) – gitara basowa
- Hellhammer (Jan Axel Blomberg) – perkusja